# جوش با پرتو لیزر
جوش با پرتو لیزر (به انگلیسی Laser beam welding) یکی از روش‌های جوشکاری است که به‌وسیلهٔ پرتو لیزر قطعات فلزی یا ترموپلاستیک را به هم اتصال می‌دهد. پرتو لیزر با ایجاد یک منبع گرمای متمرکز، شرایط ایجاد جوش‌های باریک، جوش‌های عمیق و جوش‌کاری با سرعت بالا را فراهم می‌کند. این فرایند غالباً در صنایعی که حجم تولید بالا و قابلیت اتوماسیون زیادی دارند (مانند صنعت خودروسازی) استفاده می‌شود.

## عملیات جوش
مانند جوشکاری با پرتو الکترون (EBW)، جوشکاری با پرتو لیزر هم چگالی توان بالایی دارد. (در اسکیل یک مگاوات بر سانتی‌متر مربع) در نتیجه نواحی کوچک آن تحت تأثیر گرمای شدید و سرمایش و گرمایش با نرخ بالایی هستند. اندازه لیزر می‌تواند بین مقادیر ۰٫۲ میلی‌متر تا ۱۳ میلی‌متر متغیر باشد. اگرچه برای این نوع جوشکاری غالباً از اندازه‌های کوچک‌تر استفاده می‌شود. میزان عمق نفوذ پرتو به میزان توان الکتریکی تأمین شده وابسته است، اگرچه اندازه این عمق با محل قرارگیری نقطهٔ کانونی جوش نیز بستگی دارد، به این معنا که هنگامی‌که نقطه کانونی جوی مقداری زیرسطح کار باشد، نفوذ به بیشینه مقدار خود می‌رسد.
پرتو جوش می‌تواند به‌صورت پیوسته یا به‌صورت پالس (با توجه به کاربردی که موردنیاز است) استفاده شود. پالس‌هایی با مدت زمان میلی‌ثانیه برای کاربردهای ظریف و نازک همانند تیغ‌های اصلاح استفاده می‌شود درصورتی‌که پرتو لیزر پیوسته برای جوشکاری‌های عمیق کاربرد دارد.
جوشکاری با پرتو لیزر یک فرایند چندکاره است به این منظور که می‌تواند جوشکاری فولادهای کربنی، فولادهای کم آلیاژ پر استحکام، فولادهای ضدزنگ، آلومینیوم و تیتانیوم را انجام دهد. به دلیل سرعت سرد شدن بالا، یکی از نگرانی‌ها و چالش‌ها، ایجاد ترک در فولادهایی با درصد کربن بالا است. کیفیت سطح و استحکام این روش جوشکاری همانند جوشکاری با پرتو الکترون بالا است. سرعت جوشکاری متناسب با میزان انرژی تأمین شده‌است اما به نوع و ضخامت قطعه کار نیز بستگی دارد.
تعدادی از مزیت‌های جوشکاری با پرتو لیزر در مقایسه با جوشکاری با پرتو الکترون:
- پرتو لیزر می‌تواند از طریق هوا منتقل شود.
- جوشکاری با پرتو لیزر به راحتی توانایی اتوماسیون دارد.
- پرتوهای اشعه ایکس تولید نمی‌شوند.
- جوشکاری با پرتو لیزر نسبتاً کیفیت بالاتری دارد.

یکی از انشعابات جوشکاری با پرتو لیزر، جوشکاری ترکیبی لیزر است. این فرایند ترکیبی از جوشکاری با پرتو لیزر و جوشکاری قوسی با گاز محافظ است. این فرایند ترکیبی، انعطاف‌پذیری بیشتری را ایجاد می‌کند چرا که جوشکاری قوسی با گاز محافظ فلز مذاب مورد استفاده در اتصال را فراهم می‌کند و جوشکاری با پرتو لیزر موجب افزایش سرعت می‌شود. همچنین کیفیت جوش نیز بالاتر است، زیرا پتانسیل زیرکاری کاهش می‌یابد.

## تجهیزات جوش
اتوماسیون و ساخت به کمک رایانه
اگرچه جوشکاری با پرتو لیزر توانایی انجام فیزیک و استفاده از نیروی انسانی را دارد اما بیشتر سیستم‌هایی موجود قابلیت اتوماسیون و ساخت به کمک رایانه را دارد. همچنین این فرایند می‌تواند هم‌زمان با فرزکاری انجام شود و قطعهٔ نهایی را تشکیل دهد.
اخیراً پروژه رِپ رَپ که درگذشته بر روی ساخت فیلامنت‌های ذوبی کارکرده است، سیستم‌های جوشکاری لیزری را توسعه داده‌است. چنین سیستم‌های استاندارد شده‌ای در تولید مقیاس وسیعی از قطعات کاربرد داشته و هزینه‌های تولید را کاهش داده‌اند.

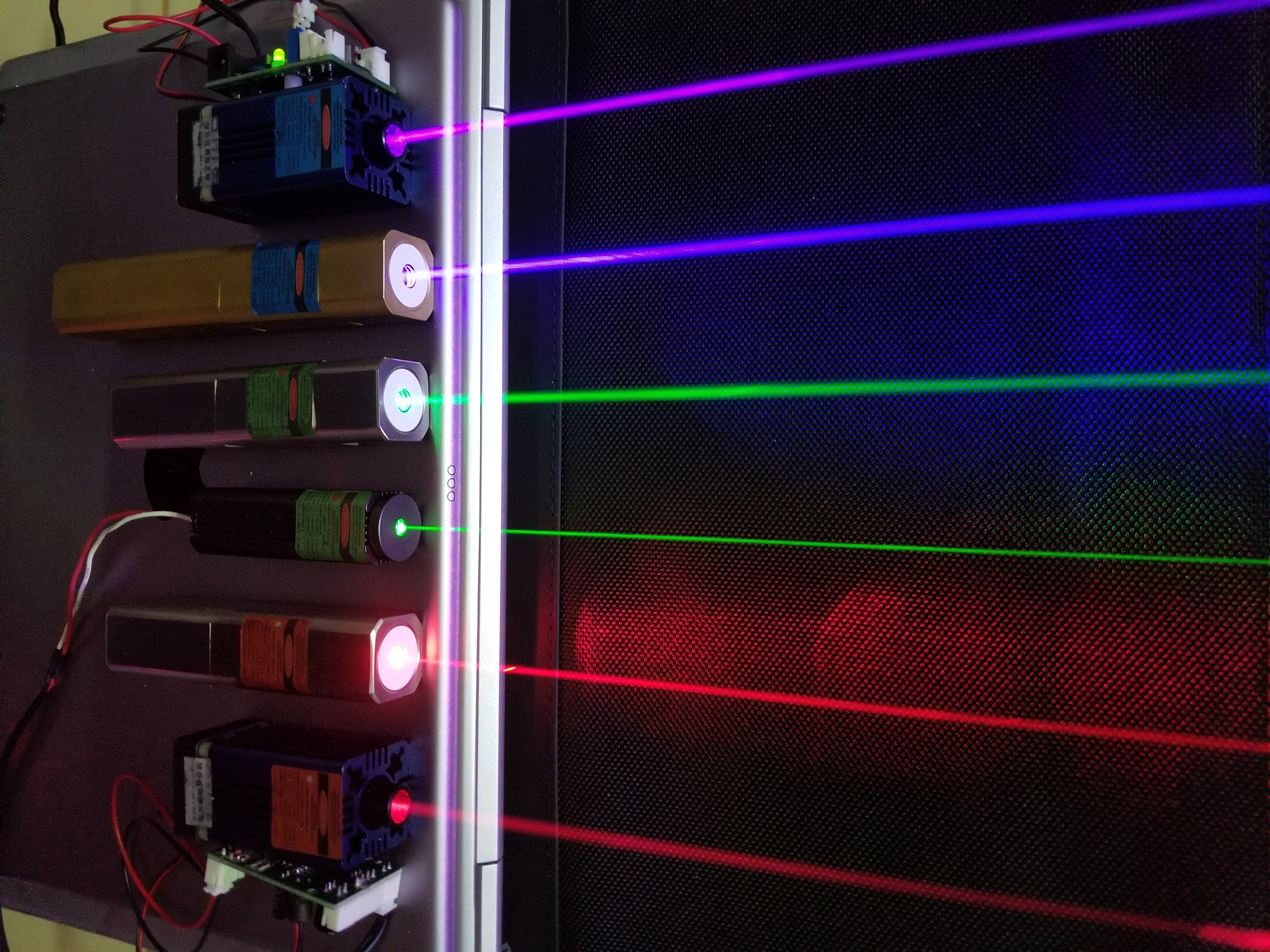
لیزر
- دو دسته از لیزرها که بیشتری استفاده را دارند، لیزر حالت جامد و لیزر حالت گاز می‌باشند.
- دسته اول از یکی از چندین محیط جامد مانند کروم در اکسید آلومینیوم، نئودیمیم در شیشه و در رایج‌ترین حالت آن از نئودیمیم در نارسنگ ایتریم آلومینیوم استفاده می‌شود.
- لیزر حالت گاز از مخلوط چندین گاز مانند هلیوم، نیتروژن و کربن‌دی‌اکسید حاصل می‌شود.
- فارغ از این حالات، زمانی که محیط تحریک بشود موجب انتشار فوتون شده و پرتو لیزر را ایجاد می‌کند.

## فضای جامد
لیزرهای حالت جامد در طول موج‌هایی در حدود یک میکرومتر کار می‌کنند که از جوشکاری با لیزرهای گازی بسیار کمتر است. همین موضوع سبب می‌شود که اپراتورها از عینک‌های مخصوص یا صفحه‌نمایش‌های ویژه برای جلوگیری از آسیب به شبکیه چشم استفاده کنند. جوشکاری با استفاده از نئودیمیم در نارسنگ ایتریم آلومینیوم در دو حالت پیوسته و پالس قابل انجام است در حالی که سایر روش‌ها تنها در حالت پالس قابل‌استفاده است. اصلی‌ترین و همچنان رایج‌ترین جوش لیزر فضای حالت استفاده از یک تک کریستال که به صورت میله با قطر ۲۰ میمی متر و طول ۲۰۰ میلی‌متر می‌باشد. این میله توسط یک لامپ فلاش حاوی زنون یا کریپتون احاطه شده‌است. زمانی که فلش، چشمک می‌زند، یک پالس نور به طول حدود دو میلی‌ثانیه توسط لیزر ساطع می‌شود. بلورهای دیسک شکل در حال افزایش محبوبیتشان در صنعت می‌باشند حال‌آنکه دیودها به علت بازده بالایی که دارند، به‌مرور جایگزین لامپ‌های فلش می‌شوند.

## فضای گاز
لیزرهای گازی برای تأمین انرژی مورد نیاز برای تحریک مخلوط گاز مورداستفاده به‌عنوان ماده لیزر، از منابع برق ولتاژ بالا و جریان کم استفاده می‌کنند. این لیزرها قابلیت کار در دو حالت پیوسته و پالس را دارند و به‌طور مثال طول موج لیزر حالت گاز با استفاده از کربن‌دی‌اکسید حدود ۱۰٫۶ میکرومتر است. کابل فیبر نوری این طول موج را جذب کرده و از بین می‌برد بنابراین از یک لنز سخت و صلب استفاده می‌شود. توان خروجی لیزرهای گازی می‌تواند بسیار بیشتر از لیزرهای حالت جامد باشد و به ۲۵ کیلووات برسد.

## انسطاع (ارسال) پرتو لیزر
دستگاه‌های مدرن جوشکاری پرتو لیزر را می‌توان در دو نوع دسته‌بندی کرد. در حالت قدیمی‌تر (سنتی) پرتو لیزر خروجی به شکاف بین دو قطعه وارد می‌شود. این فرایند معمولاً با استفاده از ربات‌ها انجام می‌شود. امروزه در بسیاری از کاربردهای مدرن، از جوشکاری پرتو لیزر از راه دور استفاده می‌شود. در این روش پرتوی لیزر به کمک اسکنر لیزر در امتداد شکاف حرکت می‌کند؛ بنابراین دیگر نیازی نیست تا بازوی ربات در راستای شکاف حرکت کند. مزایای جوشکاری لیزر از راه دور، سرعت بالاتر و دقت بالاتر در فرایند جوشکاری می‌باشد.

## مدل‌سازی حرارتی جوشکاری با لیزر (حالت پالس)

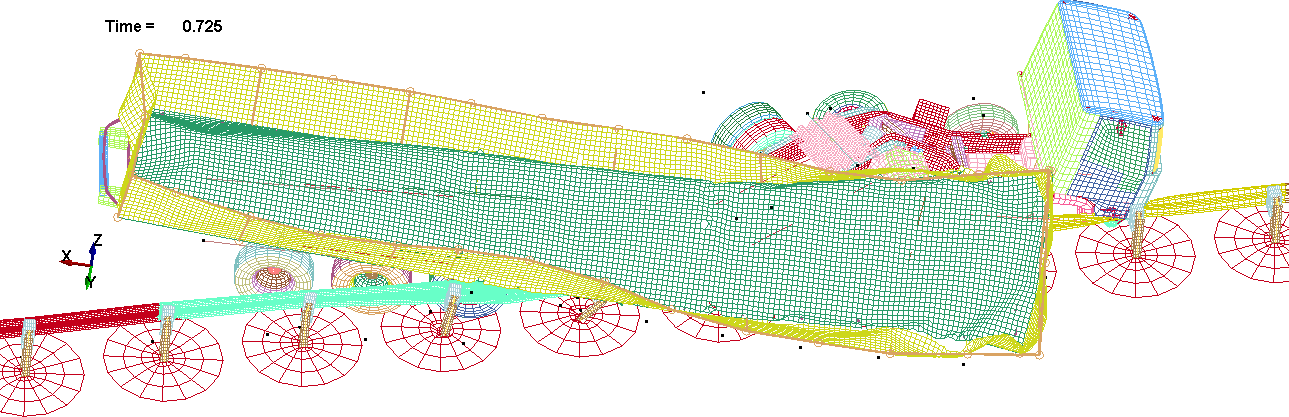
روش اجزا محدود در مدل‌سازی سانحه

جوشکاری لیزر در حالت پالس نسبت به جوشکاری لیزر در حالت پیوسته، مزایایی دارد. برخی از این مزایا تخلخل و پراکندگی کمتری در سطح جوش می‌باشد. جوشکاری با لیزر در حالت پالس همچنین دارای معایبی مانند ایجاد ترک در آلیاژهای آلومینیوم است. تجزیه و تحلیل حرارتی فرایند جوشکاری لیزر در حالت پالس می‌تواند در پیش‌بینی پارامترهای جوشکاری مانند عمق جوش، سرعت خنک‌سازی و تنش‌های پسماند کمک کند. با توجه به پیچیدگی فرایند جوشکاری با لیزر در حالت پالس، استفاده از روشی که شامل یک چرخه توسعه است ضروری است. این چرخه شامل ساخت یک مدل ریاضی، محاسبه یک چرخه حرارتی با استفاده از تکنیک‌های مدل‌سازی عددی مانند روش اجزای محدود (FEM) یا روش اختلاف محدود (FDM) یا مدل‌های تحلیلی با ساده‌سازی فرض‌ها و اعتبارسنجی مدل با اندازه‌گیری‌های تجربی می‌باشد.

## پیامدهای ساده‌سازی فرضیات
فیزیک جوشکاری با لیزر در حالت پالس می‌تواند بسیار پیچیده باشد و بنابراین، برای تسریع در محاسبه یا جبران کمبود خصوصیات مواد، باید برخی فرض‌های ساده‌سازی را در نظر گرفت. تعدادی از ویژگی‌های مواد که به دما وابسته است مانند گرمای ویژه نادیده گرفته شده‌است تا زمان محاسبات کاهش یابد. اگر مقدار اتلاف گرما در اثر از دست‌دادن جرم حاصل از بخار خارج شده از رابط مایع و فلز محاسبه نشود، می‌توان دمای مایع را بیش از حد ارزیابی کرد.